# Едвардсвил (Илиноис)
Едвардсвил (енгл. Edwardsville) град је у америчкој савезној држави Илиноис. По попису становништва из 2010. у њему је живело 24.293 становника.

## Демографија
Према попису становништва из 2010. у граду је живело 24.293 становника, што је 2.802 (13,0%) становника више него 2000. године.
| Група             | 2000.          | 2010.          |
| Белци             | 18.720 (87,1%) | 20.737 (85,4%) |
| Афроамериканци    | 1.861 (8,7%)   | 2.008 (8,3%)   |
| Азијати           | 364 (1,7%)     | 586 (2,4%)     |
| Хиспаноамериканци | 215 (1,0%)     | 473 (1,9%)     |
| Укупно            | 21.491         | 24.293         |